# Villa Alberoni Paganini
Villa Alberoni Paganini, nota anche semplicemente come Villa Paganini, è un parco pubblico di Roma, sito sul lato sinistro di Via Nomentana (nel Q. XVII Trieste), di fronte a Villa Torlonia (nel Q. V Nomentano).

## Storia
Nel 1585, il cardinale Mariano Pierbenedetti acquistò l'area, precedentemente sistemata a vigna, con l'obiettivo di trasformarla in una residenza di prestigio. Più di un secolo dopo, nel 1722, la villa fu acquista dal potente cardinale Giulio Alberoni (prendendone così il nome).
Nel corso del XIX secolo la proprietà andò frammentata tra vari possidenti, che la trasformarono secondo il gusto del tempo; inoltre, nella grande trasformazione urbanistica successiva alla breccia di Porta Pia, il parco fu grandemente ridotto a seguito delle varie lottizzazioni destinate ai nuovi edifici, per poi pervenire nel 1890 in proprietà del senatore Roberto Paganini (prendendone così il nome), i cui eredi la cedettero a sua volta a Enrico Lutzow.
Negli anni 1930 il governatorato di Roma acquistò l'area per trasformare il casino nobile in un edificio scolastico e il parco in giardino pubblico, su progetto di Raffaele De Vico, architetto del servizio giardini. L'inaugurazione si ebbe il 21 aprile 1934.
Il parco è stato riaperto al pubblico nel 2004, dopo restauri.

## Descrizione
Il parco è stato restaurato con l'obiettivo di restituire l'aspetto che aveva assunto a fine '800, di giardino tardo-romantico, con una grotta-ninfeo e un laghetto completo di isolotto e ponticello.
Per quanto riguarda il primo periodo della villa, risalente ai cardinali Pierbenedetti e Alberoni, le poche evidenze superstiti sono due fontane (la prima oggi all'incrocio tra Via Nomentana e Vicolo della fontana, la seconda a ridosso dell'edificio scolastico), e il portale del cardinale Alberoni.
Lungo il prospetto su via Nomentana, nel 1938 fu posto un monumento equestre commemorativo dei caduti nella Grande guerra dei Quartieri Salario e Nomentano, opera di Arnaldo Zocchi.